# Daphne Reid
Daphne Etta Maxwell Reid (Nova York, 13 de julho de 1948) é uma atriz americana. Ela é mais conhecida pelo seriado Chumbo Grosso (1981–1986) e por ter interpretado a segunda Vivian Banks na sitcom da NBC, Um Maluco no Pedaço, de 1993 a 1996.

## Biografia

### Vida antes da fama
Daphne Reid formou-se na Bronx High School of Science. Foi a primeira mulher afro-americana a ser a rainha do baile de formatura. Na Universidade Northwestern, começou sua carreira de modelo assinando com a agência Ford Models. Foi a primeira mulher negra a ser capa da revista "Glamour".

### Carreira
Daphne Reid fez participações em vários programas de televisão.

### Vida pessoal
Daphne Reid é casada com o ator Tim Reid e é dona do estúdio New Millennium na Virgínia.